# VV Elinkwijk in het seizoen 1960/61
Het seizoen 1960/1961 was het zevende jaar in het bestaan van de Utrechtse betaaldvoetbalclub Elinkwijk. De club kwam uit in de Nederlandse Eredivisie en eindigde daarin op de 16e plaats. In de nacompetitie werd over twee wedstrijden verloren van De Volewijckers waardoor de club degradeerde naar de Eerste divisie. Tevens deed de club mee aan het toernooi om de KNVB Beker, hierin werd in de kwartfinale verloren van Leeuwarden (1–2).

## Wedstrijdstatistieken

### Eredivisie
|       | ADO   | Ajax  | Alkmaar '54 | DOS   | DWS/A | Sportclub Enschede | Feijenoord | Fortuna '54 | GVAV  | MVV   | NAC   | NOAD  | PSV   | Rapid JC | Sparta | VVV   | Willem II |
| ----- | ----- | ----- | ----------- | ----- | ----- | ------------------ | ---------- | ----------- | ----- | ----- | ----- | ----- | ----- | -------- | ------ | ----- | --------- |
| Thuis | 4 – 3 | 3 – 3 | 2 – 0       | 0 – 3 | 2 – 1 | 2 – 1              | 0 – 3      | 0 – 0       | 1 – 0 | 0 – 0 | 1 – 2 | 6 – 0 | 3 – 2 | 0 – 4    | 1 – 3  | 0 – 2 | 1 – 4     |
| Uit   | 2 – 1 | 6 – 1 | 2 – 1       | 1 – 0 | 4 – 1 | 2 – 0              | 3 – 1      | 0 – 1       | 1 – 0 | 2 – 3 | 4 – 1 | 0 – 1 | 1 – 0 | 3 – 1    | 1 – 3  | 5 – 1 | 4 – 1     |

### Nacompetitie
| Nacompetitie                                     | De Volewijckers                                                               | 4 – 3 (3 – 1) | Elinkwijk                                             |
| 30 juni 1961 Plaats: Amsterdam Olympisch Stadion | Hassie van Wijk 18' Wout Schaft 22' Piet Boogaard 41' Willy van 't Hek 78'    |               | 36' Jan de Jongh 46', 82' Michel Kruin                |
| Nacompetitie                                     | Elinkwijk                                                                     | 4 – 4 (1 – 0) | De Volewijckers                                       |
| 5 juli 1961 Plaats: Utrecht Amsterdamsestraatweg | Jan de Jongh 40' Michel Kruin 60' Henny van Egdom 69' Louk Kragten 78' (pen.) |               | 71', 81', 86' Wout Schaft 88' (e.d.) Humphrey Mijnals |

### KNVB Beker
| Groepsfase                                            | Velox                                                                             | 3 – 5 (2 – 1) | Elinkwijk                                                                |
| 14 augustus 1960 Plaats: Utrecht Koningsweg           | Frans Geurtsen 33', –' Ben Aarts 60'                                              |               | 45', 85' Michel Kruin 65' Wim Wolffers 70' Chris Oomen 71' Jozef Siahaya |
| Groepsfase                                            | Elinkwijk                                                                         | 4 – 1 (2 – 0) | Wageningen                                                               |
| 17 augustus 1960 Plaats: Utrecht Amsterdamsestraatweg | Michel Kruin 34', 44' Chris Oomen 67', 85'                                        |               | 47' Chris Geutjes                                                        |
| Groepsfase                                            | AGOVV                                                                             | 2 – 2 (2 – 0) | Elinkwijk                                                                |
| 18 september 1960 Plaats: Apeldoorn Berg & Bos        | Wim Bakker 5' Joop Hartjes 40'                                                    |               | 62', 77' Chris Oomen                                                     |
| Groepsfase                                            | N.E.C.                                                                            | 5 – 2 (2 – 2) | Elinkwijk                                                                |
| 26 oktober 1960 Plaats: Nijmegen Goffertstadion       | Cor Smulders –', 75' Mari van den Dungen 28' Wim van Dalen 54' Theo Slijkhuis 86' |               | 11' Jozef Siahaya 25' Herman de Jong                                     |
| 1e ronde                                              | DOS                                                                               | 1 – 2 (0 – 1) | Elinkwijk                                                                |
| 25 april 1961 Plaats: Utrecht Galgenwaard             | Tonny van der Linden 83'                                                          |               | 41' Wim Wolffers 53' Jan de Jongh                                        |
| 2e ronde                                              | Elinkwijk                                                                         | 2 – 1 (1 – 0) | Blauw-Wit                                                                |
| 14 mei 1961 Plaats: Utrecht Amsterdamsestraatweg      | Jan de Jongh 25', 60'                                                             |               | 75' Jan van Doesselaer                                                   |
| Kwartfinale                                           | Elinkwijk                                                                         | 1 – 2 (0 – 0) | Leeuwarden                                                               |
| 1 juni 1961 Plaats: Utrecht Amsterdamsestraatweg      | Jan de Jongh 88'                                                                  |               | 18' Jaap Mulder 19' Hans Verhagen                                        |

## Statistieken Elinkwijk 1960/1961

### Eindstand Elinkwijk in de Nederlandse Eredivisie 1960 / 1961
| Stand | Gespeeld | Gewonnen | Gelijk | Verloren | Punten | Doelpunten voor | Doelpunten tegen |
| ----- | -------- | -------- | ------ | -------- | ------ | --------------- | ---------------- |
| 16e   | 34       | 11       | 3      | 20       | 25     | 43              | 72               |

### Topscorers
| #                 | Naam            | Goal |
| ----------------- | --------------- | ---- |
| 1.                | Michel Kruin    | 14   |
| 2.                | Jan de Jongh    | 7    |
| 3.                | Erwin Sparendam | 5    |
| 4.                | Chris Oomen     | 4    |
| 5.                | Jozef Siahaya   | 3    |
| 5.                | Ben Zweers      | 3    |
| 7.                | Gerrit Velthuis | 2    |
| 7.                | Wim Wolffers    | 2    |
| 9.                | Herman de Jong  | 1    |
| 9.                | Karel Theuwis   | 1    |
| Onbekend doelpunt |                 |      |
| –                 | Onbekend        | 1    |
| Totaal            | Totaal          | 43   |

| #      | Naam            | Goal |
| ------ | --------------- | ---- |
| 1.     | Michel Kruin    | 3    |
| 2.     | Jan de Jongh    | 2    |
| 3.     | Henny van Egdom | 1    |
| 3.     | Louk Kragten    | 1    |
| Totaal | Totaal          | 7    |

| #      | Naam           | Goal |
| ------ | -------------- | ---- |
| 1.     | Chris Oomen    | 5    |
| 2.     | Jan de Jongh   | 4    |
| 2.     | Michel Kruin   | 4    |
| 4.     | Jozef Siahaya  | 2    |
| 4.     | Wim Wolffers   | 2    |
| 6.     | Herman de Jong | 1    |
| Totaal | Totaal         | 18   |